# Heinz Linge
Heinz Linge (Bremen, Alemanya, 23 de març de 1913 † Hamburg, 9 de març de 1980) va ser un oficial Obersturmbannführer de les SS, que va exercir com a Cap de Servei Personal i oficial de protocol de Hitler fins al suïcidi d'aquest el 1945.

## Biografia
Heinz Linge va néixer el 1913, al port de Bremen, en la seva joventut va treballar com a paleta per finançar els seus estudis en una escola tècnica. Es va unir als 19 anys al NSDAP era el 1932 amb el número 1260490 i va ser acceptat en Liebestandarte SS Adolf Hitler amb el número 35.795 el 1933, gràcies a la seva alçada d'1,9 m.
El 1935, Adolf Hitler el va entrevistar i el va acceptar com a part del Begleitkommando SS des Führers, un grup de 20 oficials de les SS especialment escollits per donar servei personal a Hitler. Linge va ser format com un dels ajudants de càmera del Führer, formant part del personal dependent d'aquest. Juntament amb Linge, era format per Otto Günsche, Rochus Misch i Erich Kempka que prestaven diversos serveis a Hitler, i Karl Wilhelm Krause, el cap de personal de serveis. El 1939, va ser ascendit a Cap de Serveis Personals quan Hitler va acomiadar Krause per deshonestedat.
Linge treballar per 10 anys a les ombres de la vida diària de Hitler, tant a Berghof, Berchtesgaden i a Wolfsschanze, Rastenburg, i finalment en el Führerbunker de la Cancelleria del Reichstag alemany. La seva funció consistia a despertar el Führer a mig matí, lliurar-li la correspondència, mantenir-lo informat, servir d'enllaç, conduir a les persones que hagin demanat una entrevista prèviament concertada amb Martin Bormann i a més ser un dels seus guardians de porta al costat d'Otto Günsche i supervisar totes les seves activitats fins al moment en què aquest es disposava a retirar-se a les seves habitacions a dormir.
El 30 d'abril de 1945, cap a les 15 hores, Linge al costat d'Otto Günsche rebre explícites i estrictes instruccions de part de Hitler anunciant primer la seva intenció de suïcidar-se ell amb la seva esposaEva Braun demanant-los a ambdós seva garantia que complirien les seves instruccions.
Linge juntament amb Otto Günsche van ser els primers a entrar al despatx de Hitler després que aquest es llevés la vida i van sol·licitar a Rochus Misch que els ajudés a pujar els cadàvers, com Misch es negà a realitzar aquesta ordre, va prendre el seu lloc Martin Bormann i Erich Kempka qui van ajudar amb el cadàver d'Eva Braun, Linge i Günsche transportaren el cadàver de Hitler.
Linge i Otto Günsche col·locaren els cadàvers en un cràter d'obús i ruixaren els cadàvers amb 200 litres de gasolina, van sol·licitar llumins per fer el foc, Bormann va encendre una torxa de paper que va passar a Erich Kempka qui la va acostar i inflamar els cossos.
Linge va romandre en el Führerbunker fins al 2 de maig de 1945, sent capturat pels soviètics al costat de Rochus Misch i Otto Günsche, sent portats a les casernes de la NKVD a Moscou on van ser interrogats exhaustivament per separat per corroborar la mort del líder alemany i perquè donessin detalls del funcionament intern del règim nazi. Fins i tot es va conduir a Linge novament a les restes del Führerbunker el 1946 perquè expliqués com van obrar amb els cadàvers de Hitler i Eva Braun.
Linge, Misch i Günsche van ser condemnats a 25 anys de treballs forçats pel càrrec de col·laboració amb el règim de Hitler, van ser alliberats el 1955 gràcies a la gestió de Konrad Adenauer. Linge després de la seva tornada a Alemanya va treballar com a executiu comercial de l'empresa Delfs-Nordmark-Fertighäuser fins a la seva jubilació el 1978. Linge morir als 67 anys en una clínica a Hamburg deixant com a llegat un llibre testimonial anomenat "Amb Hitler fins al final" que va ser publicat el 1980.
En una entrevista publicada el 1955, Linge narra aspectes poc coneguts de la personalitat de Hitler.